# 1921 - Il mistero di Rookford
1921 - Il mistero di Rookford (The Awakening) è un film del 2011 diretto da Nick Murphy e interpretato da Rebecca Hall, Dominic West e Imelda Staunton.

## Trama
Nel 1921, pochi anni dopo la fine della prima guerra mondiale, Florence Cathcart, una delle poche donne istruite nella Gran Bretagna del suo tempo, si dedica a demolire le teorie e a smascherare i trucchi dei sostenitori del sovrannaturale, dimostrandosi una donna razionale ed estremamente metodica, nonostante soffra ancora per la morte in guerra del fidanzato.
La misteriosa morte di un ragazzo in un collegio sperduto nelle campagne di Rookford scatena le voci su un fantasma che infesterebbe la scuola, destando il panico tra gli alunni e i loro genitori. Su consiglio della governante Maud, sua fan, i docenti della scuola ricorrono a Florence che, inizialmente riluttante, finisce per accettare l'incarico di indagare. Florence si mette al lavoro e, con l'ausilio di apparecchiature e metodologie scientifiche, raccoglie le prove che il presunto fantasma è lo scherzo di uno scolaro e che il ragazzo è morto per un attacco d'asma a seguito di una punizione eccessiva di uno dei docenti.
Florence sta per lasciare l'istituto, quando inizia a sperimentare fenomeni paranormali, che minano le sue convinzioni razionali e le provocano una crescente angoscia. Apparizioni e fenomeni sembrano toccarla sempre più da vicino e intrecciarsi con la sua stessa vita. Accettando l'irrazionale, Florence capisce che Tom, l'unico studente rimasto nella scuola durante le vacanze, è il fantasma. Tom guida Florence verso un percorso di risveglio della memoria che aveva rimosso. Il collegio è la sua casa natale. Florence vede rievocarsi, quasi come fosse il presente, il litigio dei genitori, a cui ha assistito, di nascosto, da bambina.
La madre di Florence ha scoperto che Tom, compagno di infanzia della figlia, è il figlio illegittimo del marito e della governante Maud. Al culmine del litigio il padre di Florence imbraccia il fucile e uccide la moglie. Poi bracca la stessa Florence. La scova in un ripostiglio, dove si è nascosto anche Tom. Spara, ma la pallottola, attraversata la spalla di Florence, uccide Tom. Sconvolto dall'errore, il padre di Florence si suicida.
Florence si ritrova con Maud e il fantasma di Tom, che entrambe riescono a vedere. Maud le svela come sia stata lei a volere il suo ritorno nella sua casa natale e di come gradualmente l'abbia guidata, con l'aiuto di Tom, a ricostruire il dramma del suo passato, affinché se ne liberasse. Maud le dà da bere, dicendole che in questo modo lei, Florence e Tom rimarranno per sempre insieme. Florence capisce di essere stata avvelenata e convince Tom a darle un farmaco per espellere il veleno, perché non perderà in ogni caso l'affetto della sua sorellastra. Florence vede Maud morire, poi si addormenta.
Aleggia il dubbio che l'intervento di Tom sia stato inutile. Forse anche Florence è ormai un fantasma. I presenti sembrano non accorgersi di lei, mentre un commento del preside in sua presenza è riferibile sia a lei che a Maud. Florence raggiunge Robert, di cui intanto si è innamorata, ricambiata, e si ripromette di scrivere con lui un altro libro sui fantasmi, ma il dubbio si risolve solo quando Florence gli chiede di riferire all'autista di attenderla in fondo al viale, preferendo fare una passeggiata prima di mettersi in viaggio per Londra.

## Produzione
Prodotto dall'Origin Films con la collaborazioni di BBC Films e StudioCanal, il film è stato girato tra l'Inghilterra e la Scozia nel luglio 2010.

## Promozione

### Tagline promozionali
(Tagline del film.)

## Distribuzione
Il film è stato presentato in anteprima al Toronto International Film Festival nel settembre 2011. La pellicola è uscita nelle sale del Regno Unito e dell'Irlanda l'11 novembre 2011. In Italia è uscito il 2 dicembre 2011 a cura della Eagle Pictures.

## Riconoscimenti
- 2011 - British Independent Film Award
  - Nomination Miglior attrice a Rebecca Hall
- 2012 - Festival internazionale del cinema fantastico di Bruxelles
  - Corvo d'Oro a Nick Murphy
- 2012 - Festival internazionale del film fantastico di Gérardmer
  - Premio della Giuria a Nick Murphy e Christoffer Boe
  - Premio della giuria giovane a Nick Murphy
  - Premio della giuria di fantascienza a Nick Murphy
- 2011 - BFI London Film Festival
  - Nomination Miglior esordiente britannico a Nick Murphy